# Solarino
Solarino (San Pàulu trong tiếng Sicilia) Là một đô thị ở tỉnh Siracusa, Sicilia (Italia).  It's có vị trí khoảng 190 km về phía đông nam của Palermo và khoảng  15 km về phía tây của Syracuse. Tại thời điểm ngày 31 tháng 12 năm 2006, đô thị này có dân số 7.365  người và diện tích là 13,01 km².
Solarino giáp các đô thị: Floridia, Palazzolo Acreide, Priolo Gargallo, Syracuse, Sortino.

## Đô thị kết nghĩa
- New Britain, (Mỹ).
- Brunswick - Moreland, (Australia).